# Phyllostachys viridiglaucescens

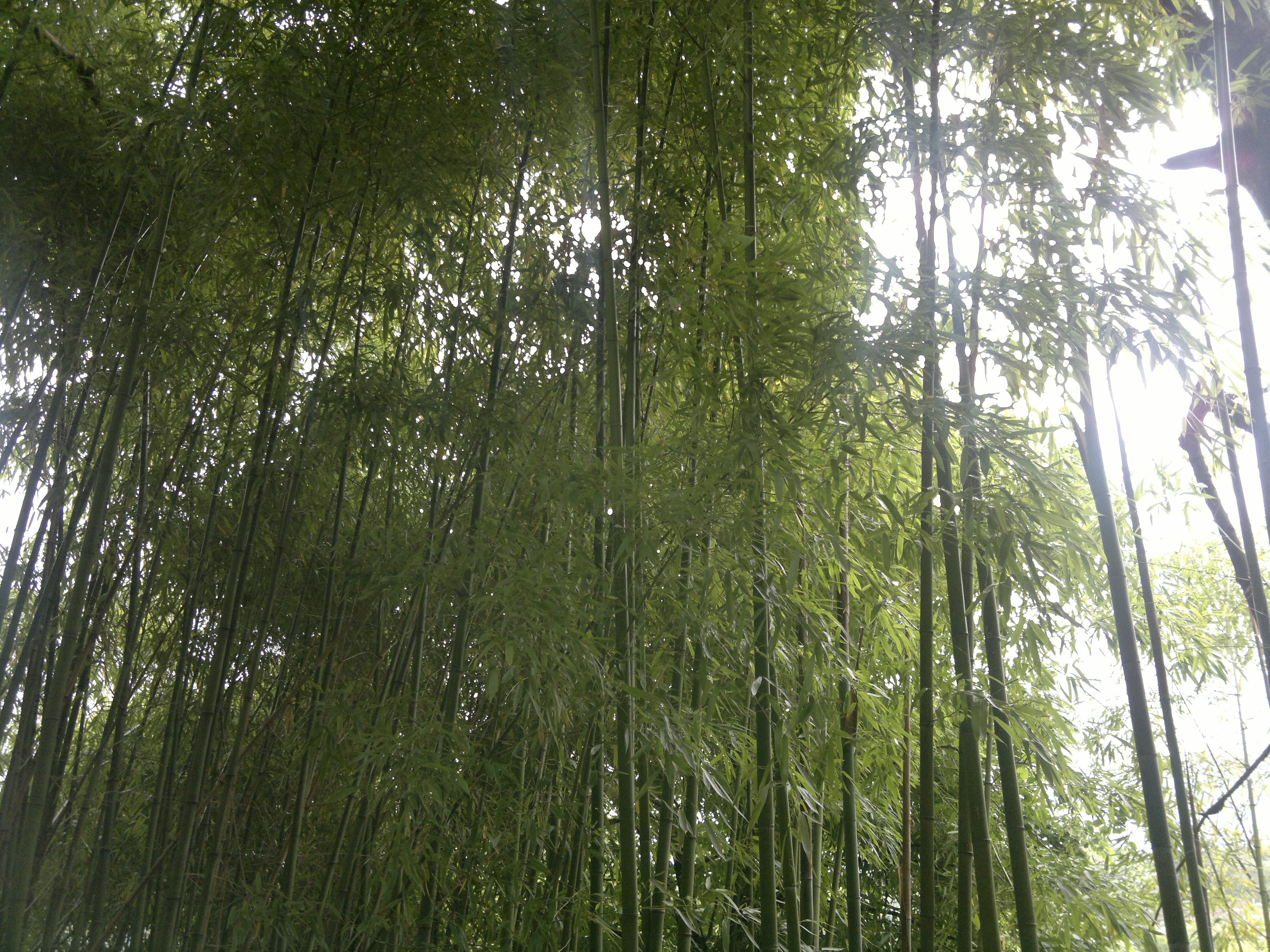
viridiglaucescens

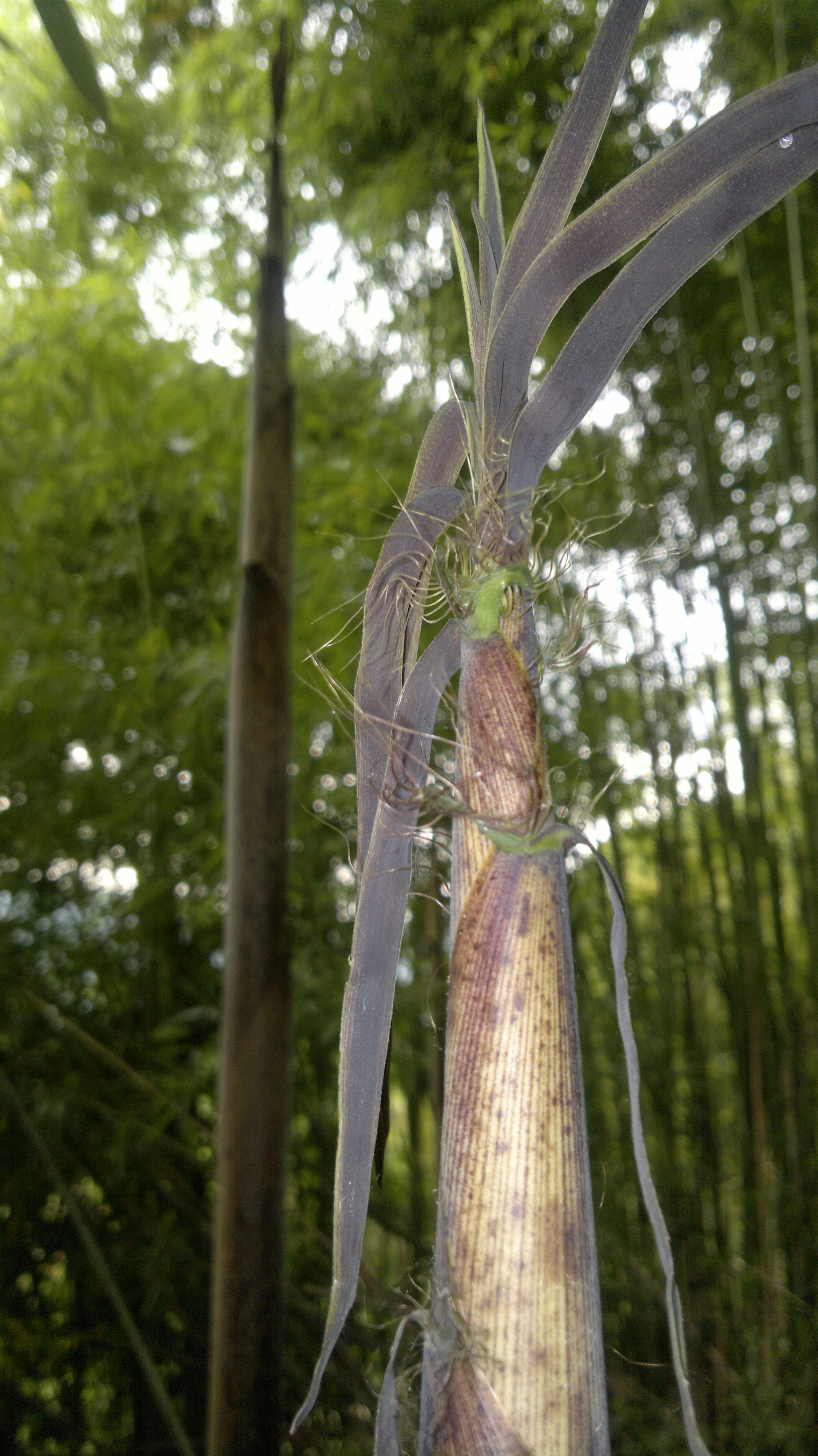
viridiglaucescens

Phyllostachys viridiglaucescens är en gräsart som beskrevs av Marie Auguste Rivière och Charles Marie Rivière. Phyllostachys viridiglaucescens ingår i släktet Phyllostachys och familjen gräs. Inga underarter finns listade i Catalogue of Life.

## Bildgalleri

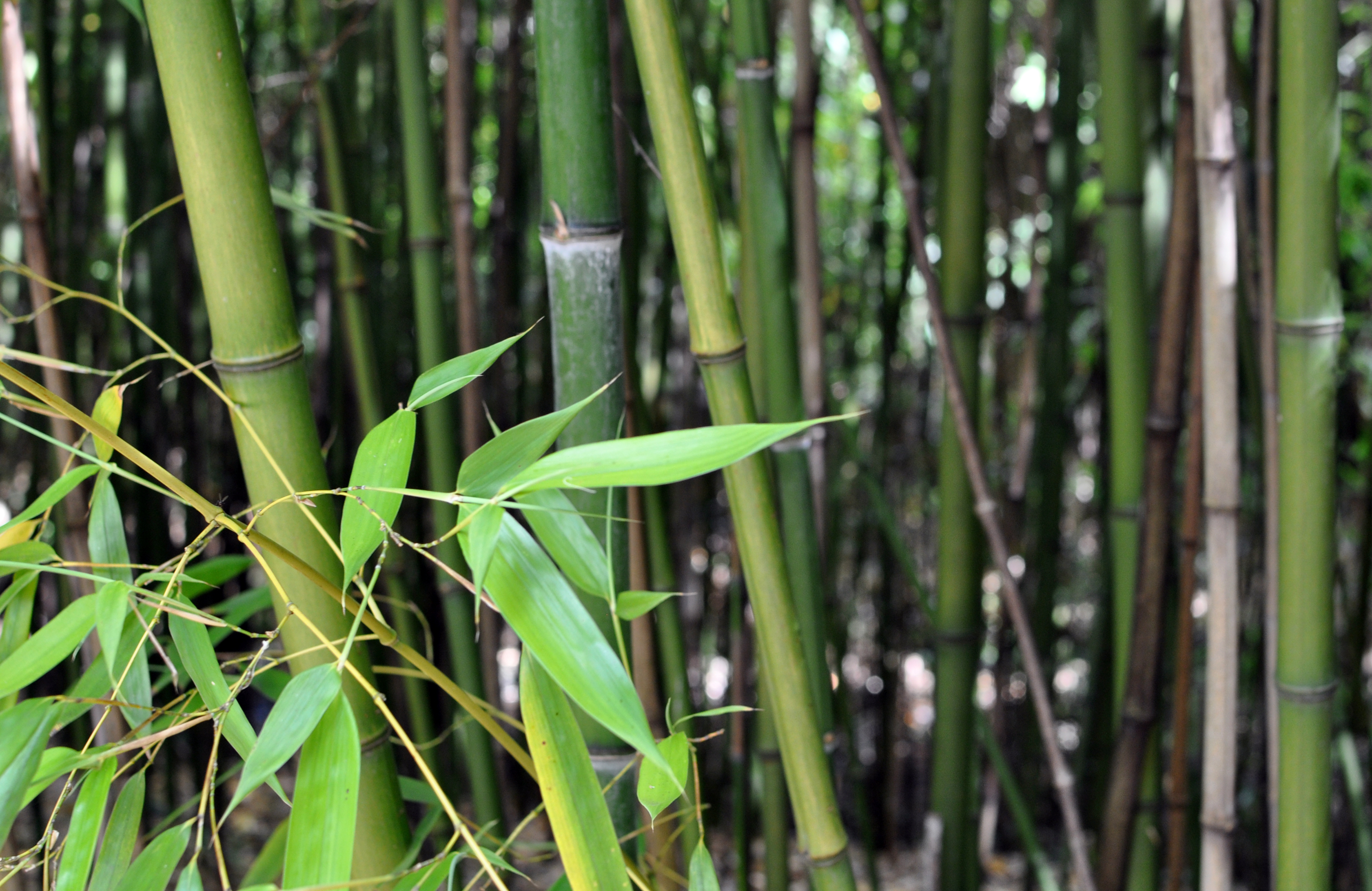
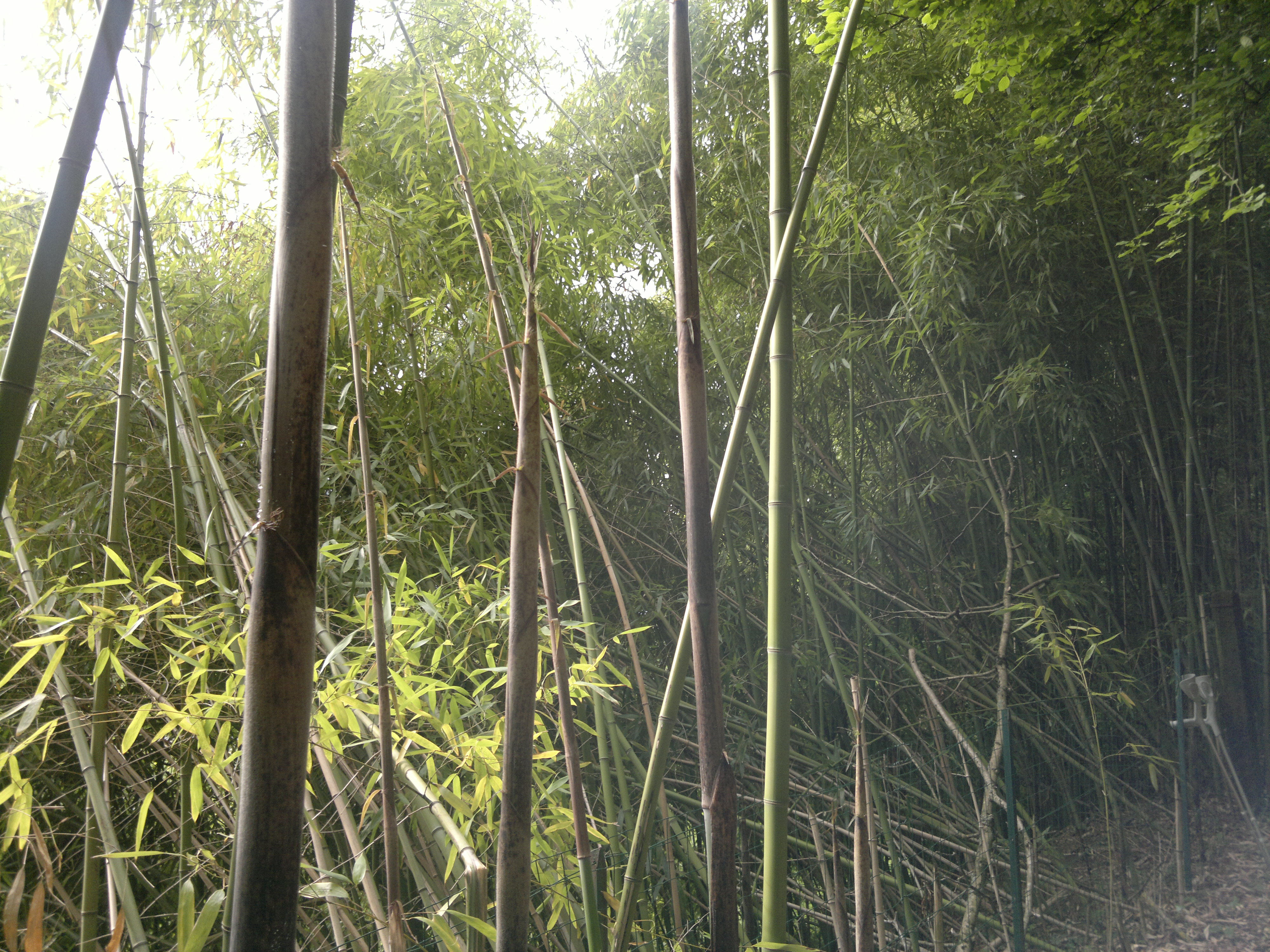